# Bibliotekssignum
Ett signum är inom biblioteksvärlden en klassificeringskod för böcker. Ett signum kan bestå av en eller flera bokstäver eller andra tecken, beroende på vilket klassifikationssystem biblioteket använder. Koden representerar ett ämne och används för att sortera böckerna i hyllan. 
Det vanligaste systemet på svenska folkbibliotek är SAB. Där anger första bokstaven (versal) i ett signum huvudområde, till exempel C för religion. Ytterligare bokstäver (gemener) efter den första anger alltmer specialiserade ämnen, till exempel Cg för praktisk teologi och Cge för kateketik. Det finns ingen principiell gräns för hur många underkategorier som kan bildas.